# 미셸 오바마
미셸 라본 로빈슨 오바마(영어: Michelle LaVaughn Robinson Obama, 1964년 1월 17일~)는 미국의 법조인·대학 행정가·작가이자 미국 제44대 대통령 버락 오바마의 부인으로, 미국 최초의 아프리카계 영부인이다. 시카고에서 자란 미셸은 프린스턴대에서 사회학을 전공한 후 하버드 로스쿨로 진학해 법무 박사 학위를 받고 변호사 자격을 얻었다. 영부인으로서 미셸은 빈곤에 대한 인식, 교육, 영양, 신체 활동 및 건강한 식습관을 옹호하는 활동을 펼쳤다. 또 미국 디자이너들을 지원했고 뛰어난 패션감각으로 패션 아이콘으로 여겨졌다.

## 생애
미국 일리노이주 시카고에서 아프리카계 흑인 중산층 가정에서 태어났다. 결혼 전 이름은 미셸 라본 로빈슨(Michelle LaVaughn Robinson)이다. 아버지 프레이저 로빈슨(1990년 사망)은 시카고 시의 상수도 펌프 운용 기사로 일하면서 민주당 지역구의 지구당 담당자를 지냈고, 어머니 메리언 로빈슨은 스피겔이라는 홈쇼핑 잡지사에서 일했다. 조상은 19세기에 사우스캐롤라이나주의 벼 농장에서 일한 노예로 추정되고 있다.
시카고 남부의 사우스 쇼어 구역에서 16개월 위의 오빠 크레이그와 함께 자랐다. 남매는 모두 2학년 때 월반한 우등생이었다. 시카고에서 가장 뛰어난 공립 고등학교로 알려진 휘트니 영 고등학교를 1981년 졸업한 후, 프린스턴 대학교에 진학하여 사회학을 전공하고 1985년 쿰 라우데 급의 우수한 성적으로 졸업하였다. 그 후 하버드 로스쿨로 진학하여 1988년 법무박사(J.D.) 학위를 받고 변호사 자격을 얻었다. 시카고의 시들리 오스틴(Sidley Austin) 로펌에서 변호사(associate)로 일하다가 하버드 로스쿨 재학 중 여름 인턴 변호사(summer associate)로 들어온 버락 오바마를 알게 되었다. 당시 미셸은 버락 오바마의 선배로서 조언자 역할을 했으며, 당시 그 로펌에서 흑인은 그들 두 명뿐이었다.

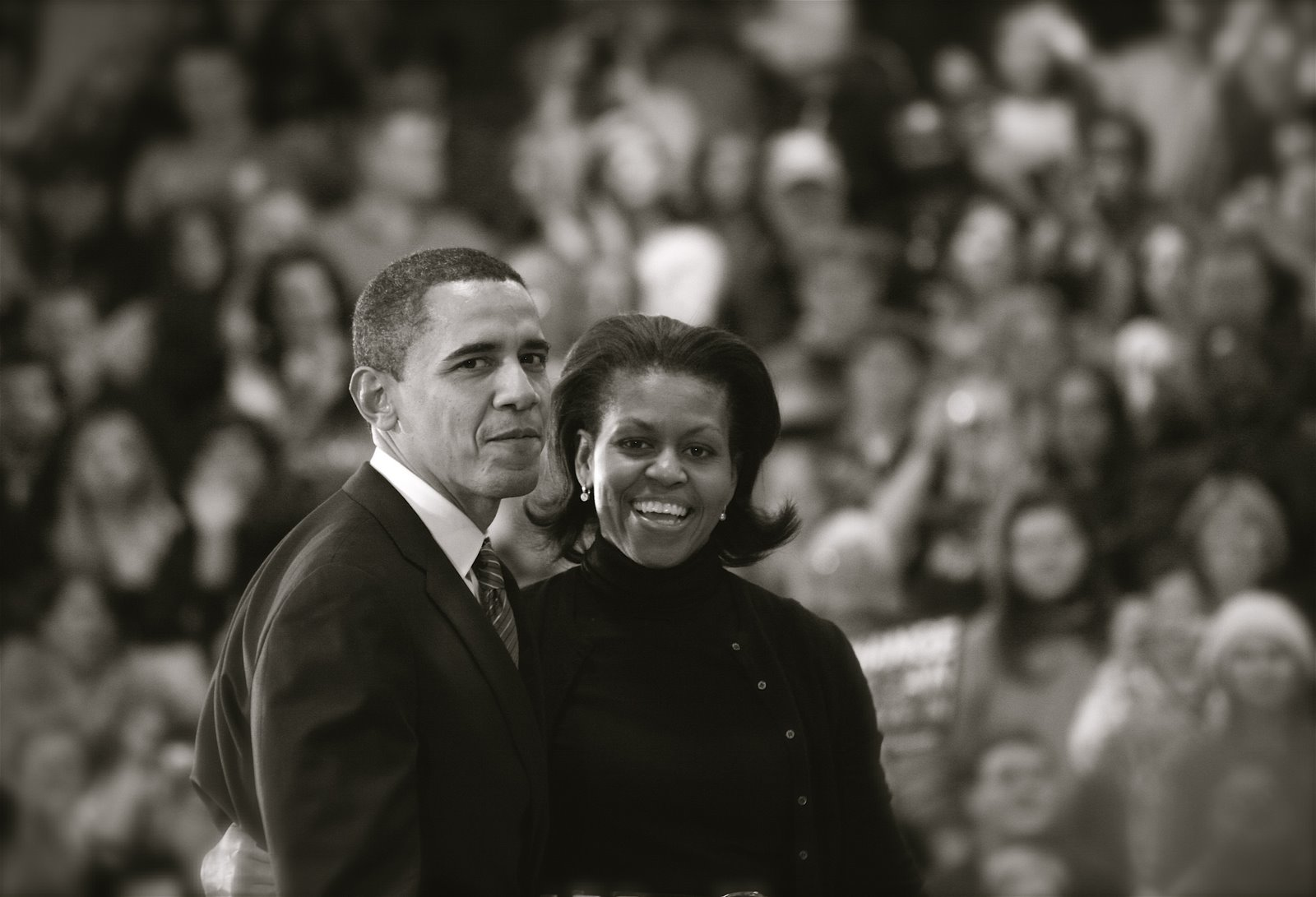
오바마 부부

두 사람은 1992년 10월 18일에 결혼하였다. 부부는 슬하에 말리아(1998년생)와 사샤(2001년생), 두 딸을 두고 있다.
남편 버락 오바마는 그 후 로펌을 떠나 정계에 투신했으나, 미셸은 계속 법조계에서 활동하며 공직자로도 일했다. 로펌에서는 주로 지적 재산권 분야 업무를 담당했으며, 시카고 시청에서 일하기도 했다. 시카고 대학교 지역 업무 담당 책임자를 거쳐, 남편의 선거 운동 활동 직전까지 시카고 대학교 부속 병원 부원장을 지냈다. 그와 함께 대형 식품 회사의 사외 이사를 지내기도 했다. 이에 따라 그가 시카고 대학교 병원과 식품 회사에서 벌어들인 수입은 남편의 연방 상원 의원 봉급보다 훨씬 많았다.
남편이 2008년 대통령 선거 운동에 뛰어들자 그는 대학 병원 부원장직을 그만두고 남편의 선거 운동에 적극적으로 참여하였으며, 그의 젊고 활기찬 이미지가 긍정적으로 작용한 것으로 알려져 있다.

## 화제
- 공식 석상에서 미국의 다른 고관대작의 가족들과는 다르게 한국 돈으로 환산해서 4만원 상당의 저가 드레스를 입고 공식 석상에 나와 화제가 되었다. 이는 미국의 다른 정치인들과는 다른 검소함을 보인 전례라 할 수 있다.[8]
- 2018년 12월 1일 자신의 첫 자서전 간담회 자리에서 페이스북2인자인 셰릴 샌드버그의 책 '린인'에 대해 "일에 몰두하면(lean in) 다 된다는 개똥 같은 소리(that shit)는 현실에선 작동 안 된다"며 "결혼은 평등하지 않다, 직장도 마찬가지"라고 원색적으로 비판해 화제가 됐다.[9]

## 사진

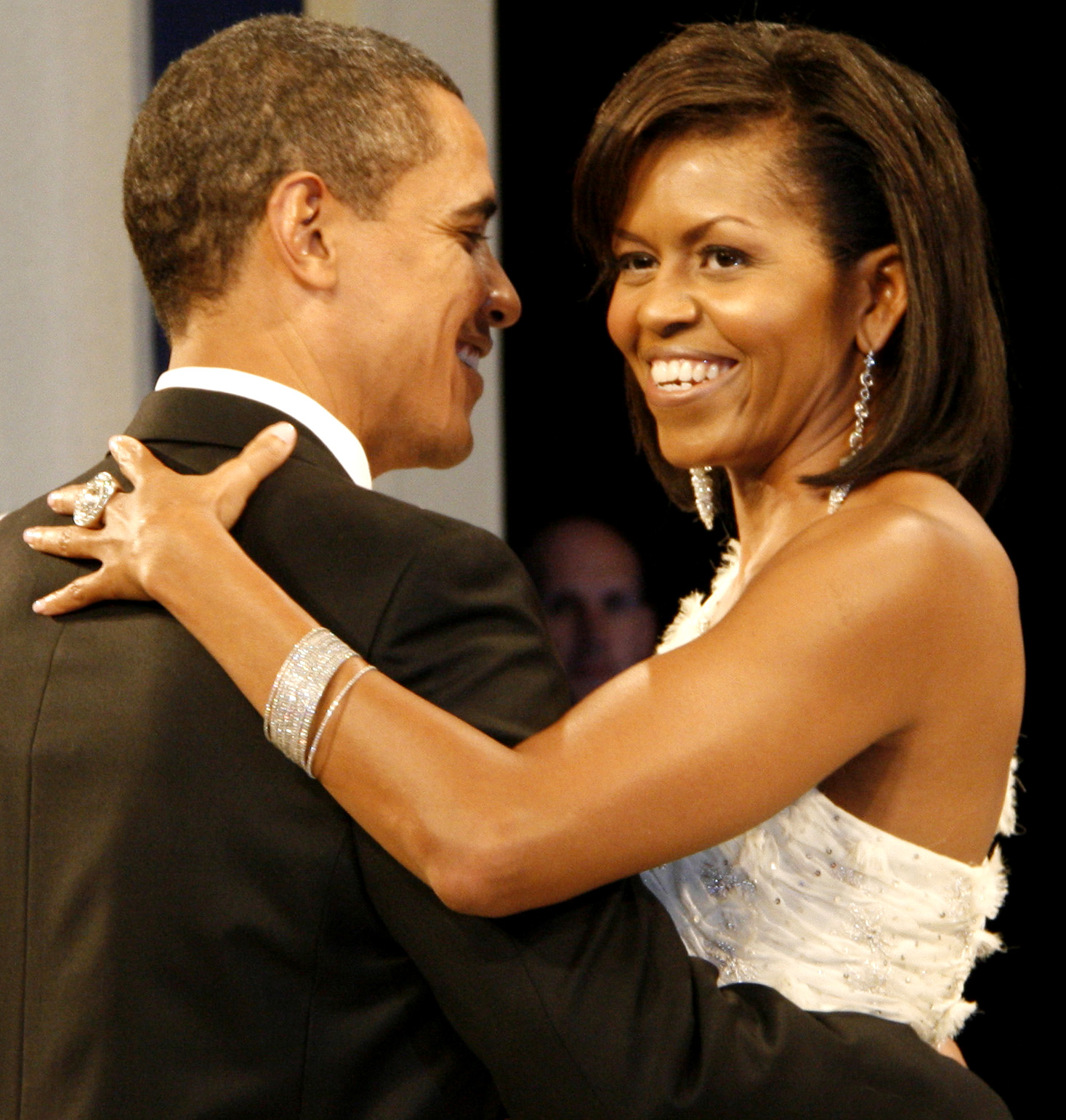
대통령 취임 무도회에서 오바마 부부
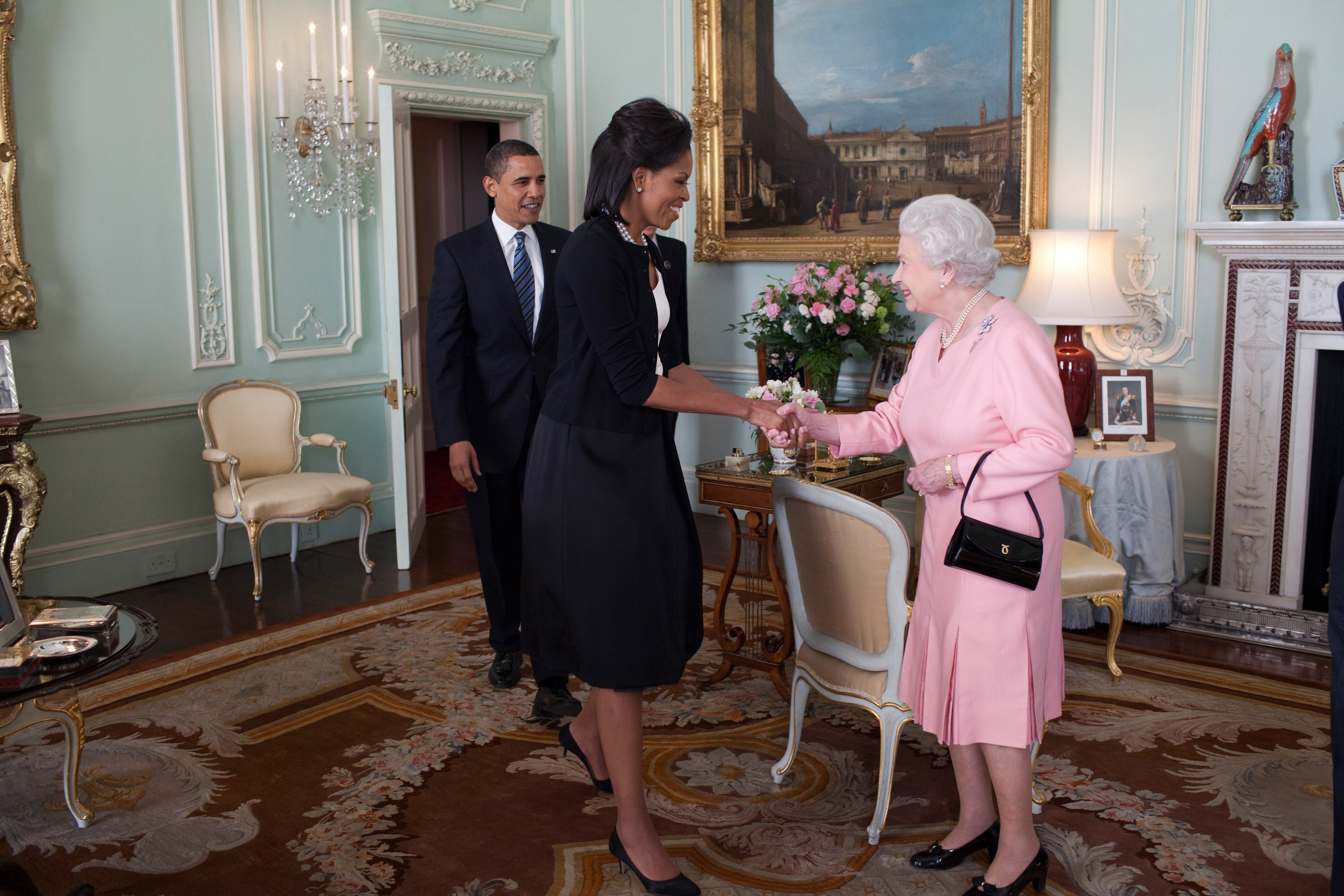
버킹엄 궁전에서 엘리자베스 2세 국왕과 함께
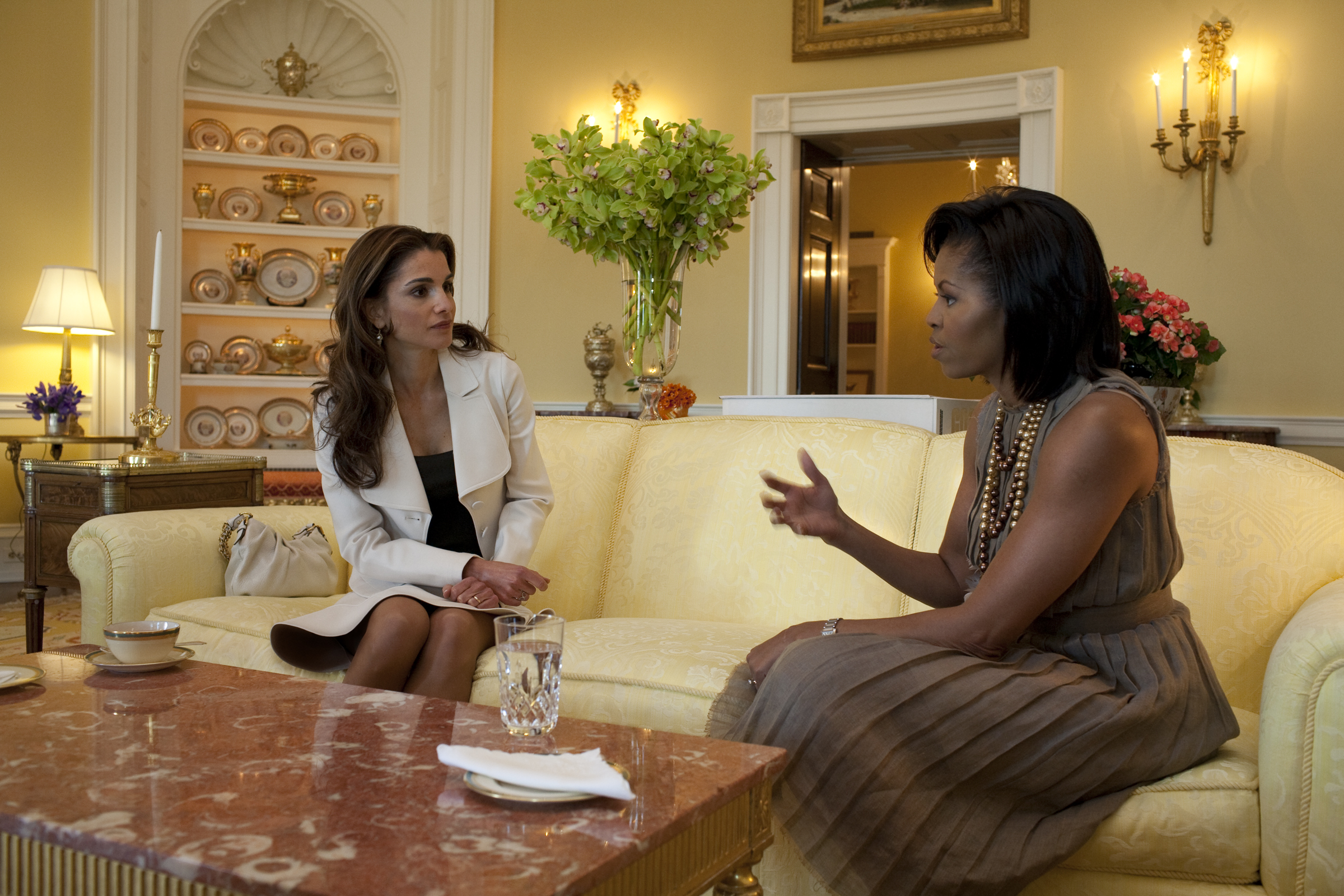
요르단 왕비 라니아와 함께
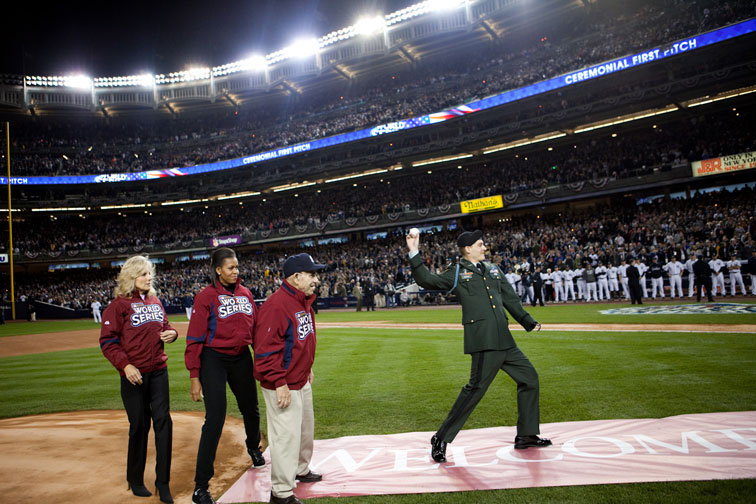
2009년 월드 시리즈에서(왼쪽에서 두 번째)[내용주 1]
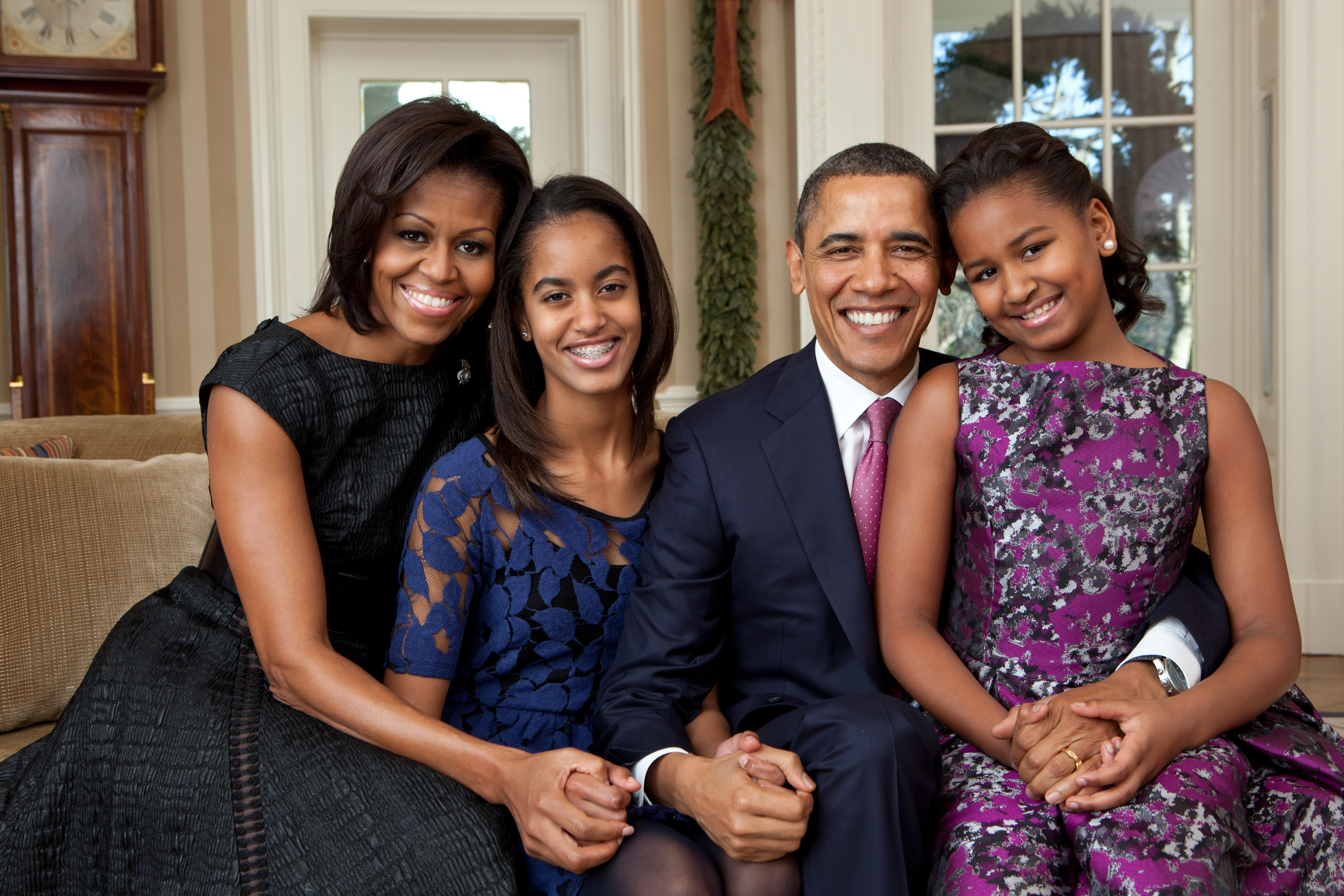
버락 오바마 가족 사진
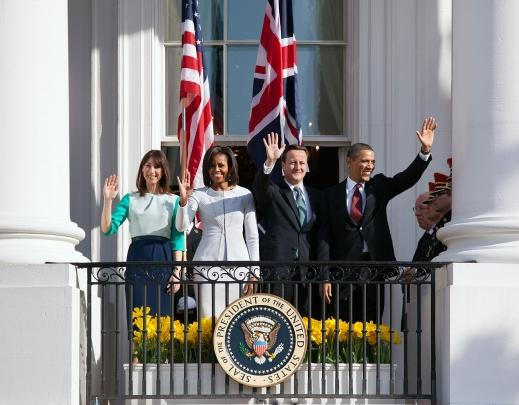
데이비드 캐머런 부부와 함께